# Llista d'estacions del metro de Bakú
Aquesta és una llista d'estacions del metro de Bakú.
Hi ha tres línies i 27 estacions:
| Línia 1            | Línia 1                | Línia 1             | Línia 1    |
| Estació            | Obertura               | Tipus               | Connexions |
| ------------------ | ---------------------- | ------------------- | ---------- |
| İçərişəhər         | 6 de novembre de 1967  | Estació subterrània |            |
| Sahil              | 6 de novembre de 1967  | Estació subterrània |            |
| 28 May             | 6 de novembre de 1967  | Estació subterrània | Línia 2    |
| Gənclik            | 6 de novembre de 1967  | Estació subterrània |            |
| Nəriman Nərimanov  | 6 de novembre de 1967  | Estació subterrània |            |
| Ulduz              | 5 de maig de 1970      | Estació subterrània |            |
| Koroğlu            | 6 de novembre de 1972  | Estació subterrània |            |
| Qara Qarayev       | 6 de novembre de 1972  | Estació subterrània |            |
| Neftçilər          | 6 de novembre de 1972  | Estació subterrània |            |
| Bakmil             | 28 de març de 1979     | Estació sobre terra |            |
| Xalqlar Dostluğu   | 28 de abril de 1989    | Estació subterrània |            |
| Əhmədli            | 28 de abril de 1989    | Estació subterrània |            |
| Həzi Aslanov       | 10 de desembre de 2002 | Estació subterrània |            |
| Línia 2            |                        |                     |            |
| Estació            | Obertura               | Tipus               | Connexions |
| Xətai              | 28 de febrer de 1968   | Estació subterrània |            |
| Nizami             | 31 de desembre de 1976 | Estació subterrània |            |
| Elmlər Akademiyası | 31 de desembre de 1985 | Estació subterrània |            |
| İnşaatçılar        | 31 de desembre de 1985 | Estació subterrània |            |
| 20 Yanvar          | 31 de desembre de 1985 | Estació subterrània |            |
| Memar Əcəmi        | 31 de desembre de 1985 | Estació subterrània | Línia 3    |
| Cəfər Cabbarlı     | 27 de desembre de 1993 | Estació subterrània | Línia 1    |
| Nəsimi             | 9 de octubre de 2008   | Estació subterrània |            |
| Azadlıq prospekti  | 30 de desembre de 2009 | Estació subterrània |            |
| Dərnəgül           | 29 de juny de 2011     | Estació subterrània |            |
| Línia 3            |                        |                     |            |
| Estació            | Obertura               | Tipus               | Connexions |
| Memar Əcəmi-2      | 19 de abril de 2016    | Estació subterrània | Línia 2    |
| Avtovağzal         | 19 de abril de 2016    | Estació subterrània |            |
| 8 Noyabr           | 29 de maig de 2021     | Estació subterrània |            |
| Xocəsən            | 23 de desembre de 2022 | Estació sobre terra |            |